# Caso Lawrence v. Texas
Lawrence v. Texas (2003), é um caso da Suprema Corte dos Estados Unidos relacionado aos direitos civis. A corte derrubou uma lei da sodomia do Texas e, por extensão, invalidou todas as leis de sodomia que existiam em treze estados, em uma decisão de seis votos a três, fazendo com que a atividade sexual entre pessoas do mesmo sexo fosse legal em todos os estados e territórios dos Estados Unidos. A corte reverteu o seu veredicto anterior sobre a questão do caso Bowers v. Hardwick de 1986.
Em setembro de 1998, o analista clínico John Geddes Lawrence Jr. foi preso junto com um conhecido em seu apartamento no Condado de Harris quando agentes de polícia os encontraram em uma relação sexual após um amigo ter chamado a polícia pensando que havia um homem armado dentro do apartamento. Lawrence e o seu parceiro, Tyron Garner, foram acusados de contravenção sob a lei anti-sodomia do Texas; nenhum deles tentou contestar e, por isso, receberam uma multa. Lawrence e Garner, ajudados pela Lambda Legal, enviaram recurso contra a sentença para o Décima-quarta Corte de Apelações do Texas, que decidiu por dois a um em 2000 que a lei de sodomia era inconstitucional, mas um julgamento posterior pelo plenário do tribunal em 2001 reverteu a decisão anterior por sete a dois. A Lambda Legal enviou um recurso, que foi aceito por seis a três em junho de 2003, para que o estatuto do Texas, junto com outros treze semelhantes em outros estados, fossem considerados inconstitucionais e fossem derrubados.
A decisão do caso Lawrence derrubou o entendimento de Bowers, dizendo que este havia sido um que via o interesse de liberdade de forma muito restrita. A corte decidiu que a conduta sexual consensual deveria ser protegida pelas regras da Décima Quarta Emenda. Lawrence invalidou leis similares por todo o território estado-unidense que criminalizavam a sodomia consensual entre adultos em ambiente privado, não importando a orientação sexual dos participantes.
O caso atraiu muita atenção pública, vários textos de amici curiae ("amigo da corte") foram feitos. A sua decisão final foi celebrada por grupos de ativistas pelos direitos dos homossexuais, e inspirou reconsiderações futuras nas leis em vigor, incluindo o caso Obergefell v. Hodges que reconheceu o casamento entre pessoas do mesmo sexo como um direito fundamental de acordo com a Constituição.